# Peponidium buxifolium
Peponidium buxifolium är en måreväxtart som först beskrevs av John Gilbert Baker, och fick sitt nu gällande namn av Razafim., Lantz och Birgitta Bremer. Peponidium buxifolium ingår i släktet Peponidium och familjen måreväxter.
Artens utbredningsområde är Madagaskar. Inga underarter finns listade i Catalogue of Life.